# Gymnarrhenoideae
Gymnarrhenoideae es una subfamilia de plantas perteneciente a la familia Asteraceae. 

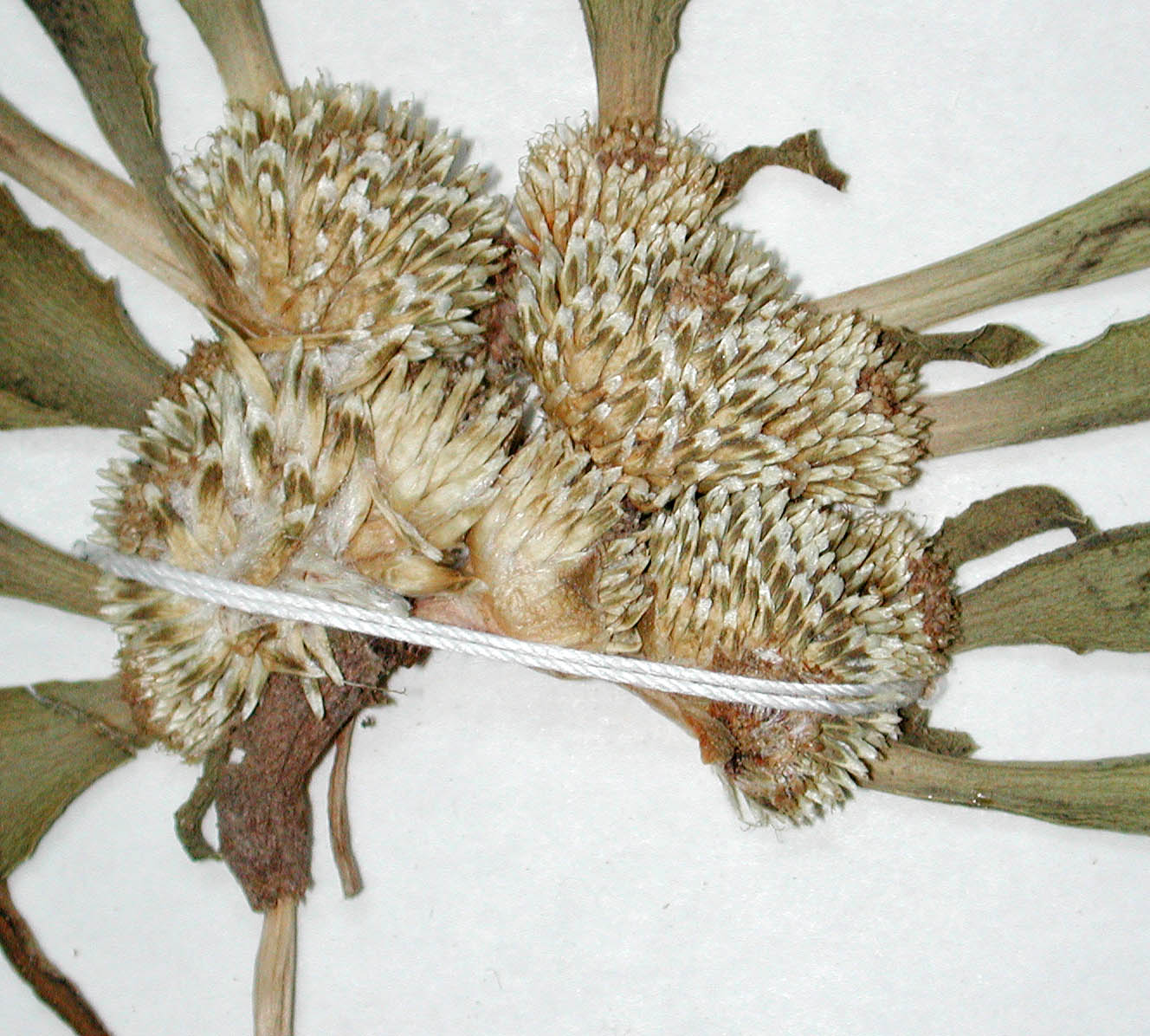
Inflorescencia aérea

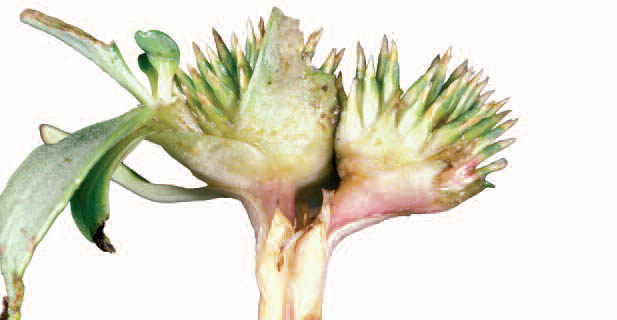
Inflorescencia subterránea

Es otra subfamilia monotípica, compuesta por una sola tribu (Gymnarrheneae) que incluye un único género Gymnarrhena, con  una única especie, Gymnarrhena micrantha distribuida en el norte de África y en Medio Oriente. Los capítulos se hallan agrupados en inflorescencias. Las ramas estilares son largas y con los ápices redondeados. El número cromosómico básico es x=10.

## Descripción
Es una planta herbácea de tallo postrado con unos cuantos centímetros de altura, las hojas son lanceoladas, glabras, dispuestas en una roseta basal. Produce inflorescencias, tanto aéreas como subterráneas. En los años con escasas precipitaciones, la parte aérea de la planta se seca por completo, y puede reproducirse por cleistogamia. Las inflorescencias por lo general tienen una primera floración, y sus pétalos sobresalen apenas en la superficie, con las flores aéreas apareciendo más tarde. Los frutos son aquenios, son grandes y germinan bajo tierra. Los frutos de las partes aéreas se desarrollan sólo en presencia de lluvia y tienen un vilano que facilita la dispersión por medio del viento.

## Distribución y hábitats
El área de distribución de G. micrantha incluye el norte de África y Oriente Medio. Es una especie típica de los hábitats áridos del semi-desierto.

## Taxonomía
Gymnarrhena micrantha fue descrita por René Louiche Desfontaines y publicado en Mémoires du Muséum d'Histoire Naturelle 4: 1. 1818.
Sinonimia
- Cryptadia euphratensis
- Gymnarrhena balansae Coss. & Durieu ex Coss. & Kralik[5][6]